# Groninga dominium
Groninga dominium is een in 2006 verschenen boek over de historische cartografie van de Nederlandse provincie Groningen. De ondertitel van het boek luidt: Geschiedenis van de cartografie van de provincie Groningen en omliggende gebieden van 1545-1900. Het boek verscheen bij uitgeverij Philip Elchers in Groningen en uitgeverij Koninklijke Van Gorcum in Assen en bevat 370 pagina's met vrijwel alleen in kleuren afgebeelde kaarten.
De samensteller is Piet H. Wijk uit Uithuizermeeden die 20 jaar werk had om dit standaardwerk samen te stellen. De oorsprong van het werk begint met het jarenlang verzamelen van oude kaarten door zijn vader G.K. Wijk. Piet Wijk en zijn broer R.R. Wijk kwamen na het overlijden van hun vader in 1986 in het bezit van de verzameling. Voor Piet Wijk aan het boek begon heeft hij in 2002 aan de Universiteit Utrecht colleges historische cartografie gevolgd bij professor G. Schilder.
In Groningen bevinden zich vier kaartencollecties van de provincie Groningen namelijk: de Groninger Archieven, de collectie van Diepen in Fraeylemaborg, de Universiteitsbibliotheek in Groningen en de collectie Wijk. Een groot deel van de in deze collecties aanwezige kaarten werd in het boek opgenomen. Ongeveer 30 jaar geleden verscheen een voorloper van het bovengenoemde boek: De kaarten van het Groninger land, samengesteld en nogal wetenschappelijk beschreven door J.J. Vredenberg-Alink.